# Antonio Ciamarra
Antonio Ciamarra (Napoli, 25 agosto 1891 – Roma, 23 ottobre 1967) è stato un militare italiano, insignito della medaglia d'oro al valor militare da vivente nel corso della prima guerra mondiale. Fu tra coloro che ebbero l'onore di trasportare la salma del Milite Ignoto all'Altare della Patria.

## Biografia
Nacque a Napoli il 25 agosto 1891, figlio di Giacinto e di Adele Cantieri e fratello di Teresa (futura madre dell’architetto Massimo Pica Ciamarra) e della pittrice Elena. Conseguito il diploma al Liceo Ginnasio "Mario Pagano" di Campobasso, si laureò successivamente in legge all'Università di Napoli nel giugno 1914.
Chiamato a prestare servizio militare di leva nel Regio Esercito nell'agosto 1914, fu assegnato al 1º Reggimento bersaglieri, e, dopo la dichiarazione di guerra all'Impero austro-ungarico del 24 maggio 1915, venne ammesso a frequentare un corso per allievi ufficiali di complemento. Nel settembre 1917 fu nominato aspirante ufficiale in servizio nel battaglione alpini "Moncenisio" del 3º Reggimento alpini attestato sulle Tofane. Giunto in zona di operazioni il 30 ottobre successivo, prese parte con la 102ª compagnia, cui era stato assegnato, al ripiegamento su Bassano Veneto a seguito della battaglia di Caporetto, operando in retroguardia delle truppe in marcia verso le nuove posizioni sulla linea del Piave. Avviato poi il suo battaglione verso le linee sul Monte Grappa, dove più forte si manifestava la pressione del nemico, raggiunse, nella notte del 27 novembre, il Monte Tomba, posizionandosi a qualche centinaio di metri dalle posizioni tenute dalla truppe austro-ungariche che ne avevano occupata la cresta. Lanciatosi immediatamente all'attacco e visto cadere il proprio capitano, assunse il comando della compagnia e con ardimento, anche se rimasto gravemente ferito più volte da pallottole esplosive al braccio, all'anca ed alla gamba destra, alla testa degli alpini superstiti raggiunse le linee nemiche, occupandole e assicurandosi così il possesso del Monte. Ferito sette volte venne trasportato presso l'ospedale territoriale subì l'amputazione totale del braccio destro.
Con Decreto Luogotenenziale del 22 dicembre 1918, gli fu conferita la medaglia d'oro al valor militare a vivente, consegnatagli direttamente dal re Vittorio Emanuele III durante un'apposita cerimonia. Nel settembre del 1919 e posto in congedo per inabilità permanente con il grado di tenente e iscritto al ruolo speciale. Lascia definitivamente l'esercito con il grado di tenente colonnello Ruolo d'Onore. Dopo la guerra riprese la sua attività di avvocato occupandosi anche dei problemi incontrati dai reduci di guerra. Fu rappresentante italiano nel Comitato interalleato per lo studio delle questioni riguardanti gli invalidi di guerra. Diresse per qualche anno la sezione sociale dell'Opera Nazionale Combattenti e fu fondatore - e presidente per circa trent'anni - del Gruppo Medaglie d'Oro al Valor Militare.
Per la sua attività di avvocato patrocinante in cassazione, fu eletto consigliere dell'Ordine degli avvocati di Roma e, dal 1958, consigliere dell'Ordine nazionale forense.
Morì a Roma il 23 ottobre 1967.

### Fonti
1. ↑  Carolei, Greganti, Modica 1968, p. 206.
2. 1 2 3 4 5 6  Combattenti Liberazione.
3. ↑  Bianchi, Cattaneo 2011, p. 147.
4. 1 2 3 4 5 6 7 8 9 10 11  Bianchi, Cattaneo 2011, p. 148.
5. ↑  Quirinale - scheda - visto 11 aprile 2023